# Avlékété
Avlékété é uma vila e arrondissement no  Departamento de Atlantique do sul do Benim. É uma divisão administrativa sob a jurisdição da comuna de Ouidah. De acordo com o censo populacional realizado pelo Institut National de la Statistique Benin em 15 de Fevereiro de 2002, o  arrondissement tinha uma população total de 5636.